# المسورة (القفر)

تعديل مصدري - تعديل

المسورة هي إحدى قرى عزلة بني مسلم بمديرية القفر التابعة لمحافظة إب، بلغ تعداد سكانها 522 نسمة حسب تعداد اليمن لعام 2004.